# رافائل مارتینو
رافائل مارتینو آلوس د لیما (به پرتغالی: Raphael Martinho Alves de Lima) هافبک اهل برزیل است که در شهر کامپوگرانده و در تاریخ ۱۵ آوریل ۱۹۸۸ به دنیا آمده‌است.
رافائل مارتینو در تیم‌های فوتبال Votoraty FC سابقهٔ حضور دارد.